# Cala Figuera (Santanyí)
Cala Figuera („Feigen-Bucht“) ist ein kleiner Ort und eine Bucht im Südosten der spanischen Baleareninsel Mallorca. Der malerische kleine Hafenort ist ein beliebtes Ausflugsziel.

## Lage
Der Ort und die Bucht liegen an der Südostküste der Insel in der Region (Comarca) Migjorn, etwa 62 km von Palma de Mallorca und etwa 5 km von der Stadt Santanyí entfernt.

## Beschreibung
Der Ort liegt in einer fjordartigen Bucht und war ehemals der Hafen von Santanyí. Die Bucht besteht aus zwei Teilen (Wasserarmen), der Caló d’En Boira und Caló d’En Busques, die ein Y bilden. Am versteckten Ende des linken Armes liegen die Fischerhäuser mit ihren charakteristischen Bootsgaragen. Im Jahr 2011 hatte Cala Figuera 770 Einwohner, von denen 730 innerhalb der geschlossenen Bebauung des Ortes lebten.
Die Nachbarorte sind die Stadt Santanyí und Cala Santanyí.

## Geschichte

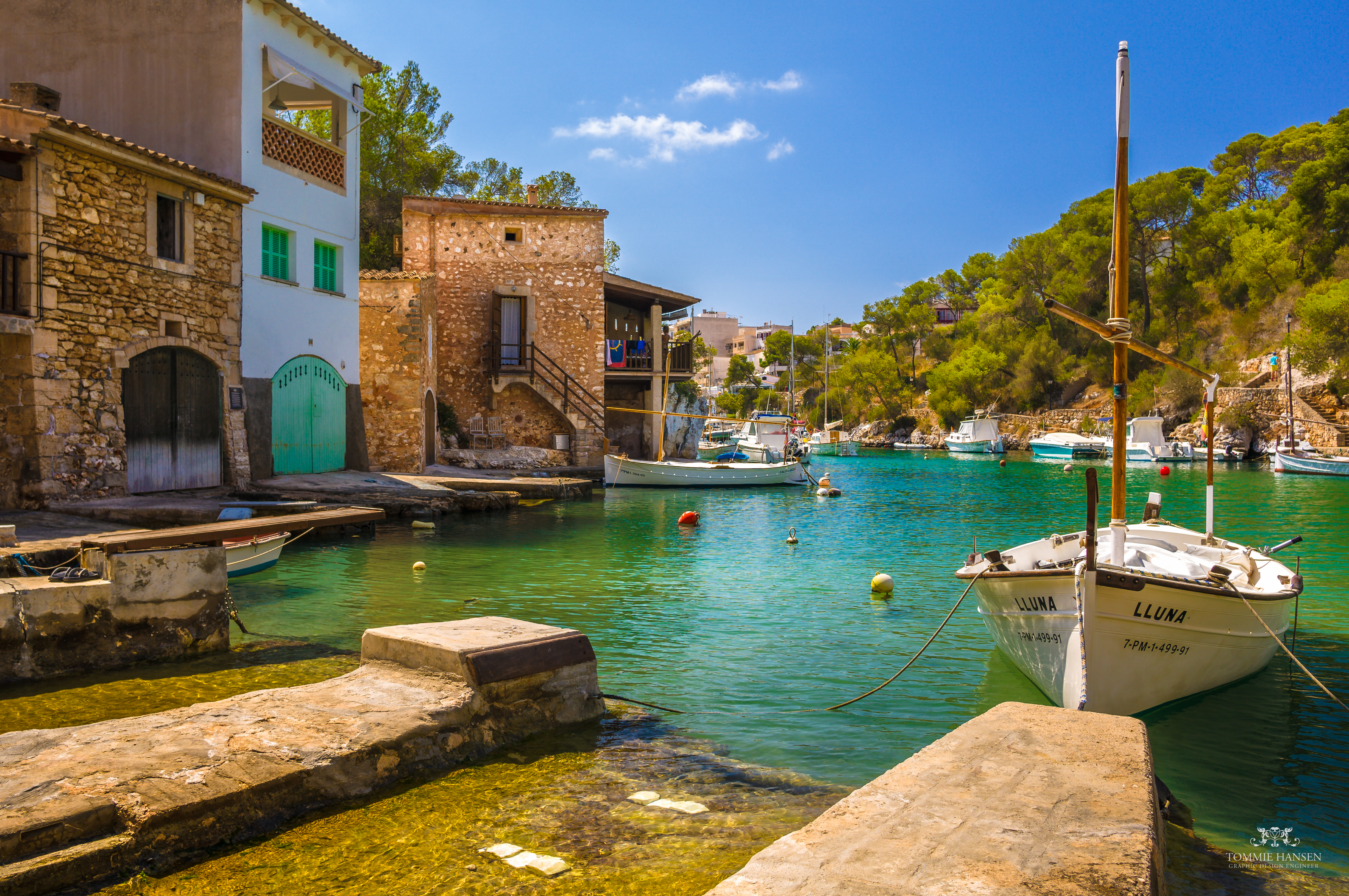
Caló d'en Busques, Cala Figuera

Die erste Erwähnung von Cala Figuera findet sich im Jahr 1306. 1569 wurde östlich der Bucht der Wachturm Torre d’en Beu erbaut. Zu Ende des 19. Jahrhunderts entstanden die ersten Wohnhäuser. Im Jahr 1938 wurde die erste Kirche von Cala Figuera gebaut, die sich noch heute – touristisch zweckentfremdet als Speiselokal – in der Ortsmitte befindet.

## Tourismus
Der Tourismus in Cala Figuera hatte seine Höhepunkte in den 1970er und 1980er Jahren. In den 1990er Jahren gingen die Besucherzahlen zurück. Daraus resultiert ein deutlich wahrnehmbarer Strukturwandel. Einige ältere Hotelbauten wurden abgetragen, andere Gebäude stehen leer. Anstelle neuer Hotels werden zunehmend Eigentumswohnungen mit gehobener Ausstattung errichtet.

### Küstenwege
Westlich von Cala Figuera erreichen Wanderer auf einem an der Steilküste entlang führenden Wanderpfad in etwa einer Gehstunde die Cala Santanyí. In nordöstlicher Richtung kommt man vom Hafen von Cala Figuera zur Cala Mondragó (hin und zurück gut drei Stunden).

## Ansichten

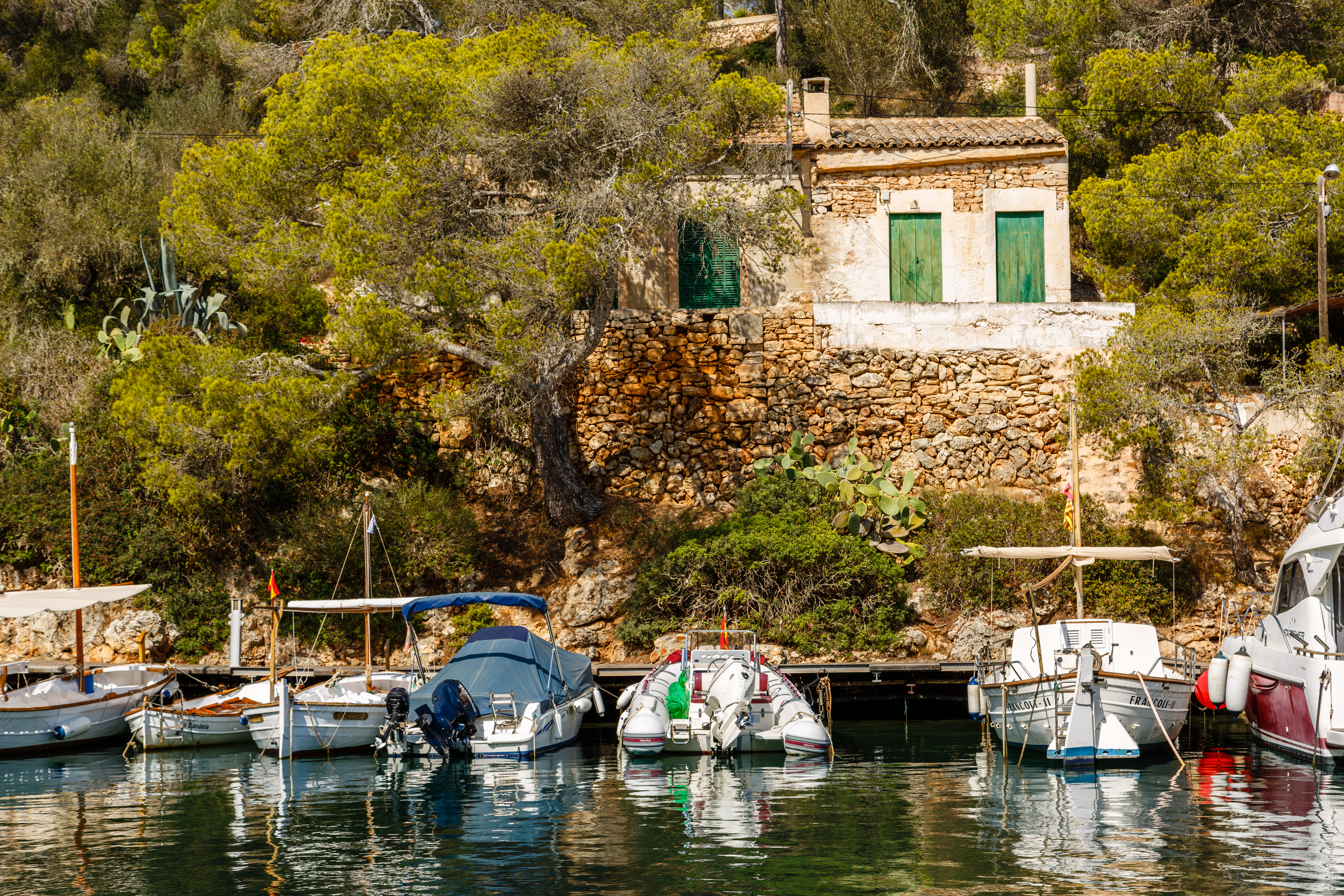
Bootssteg im Hafen
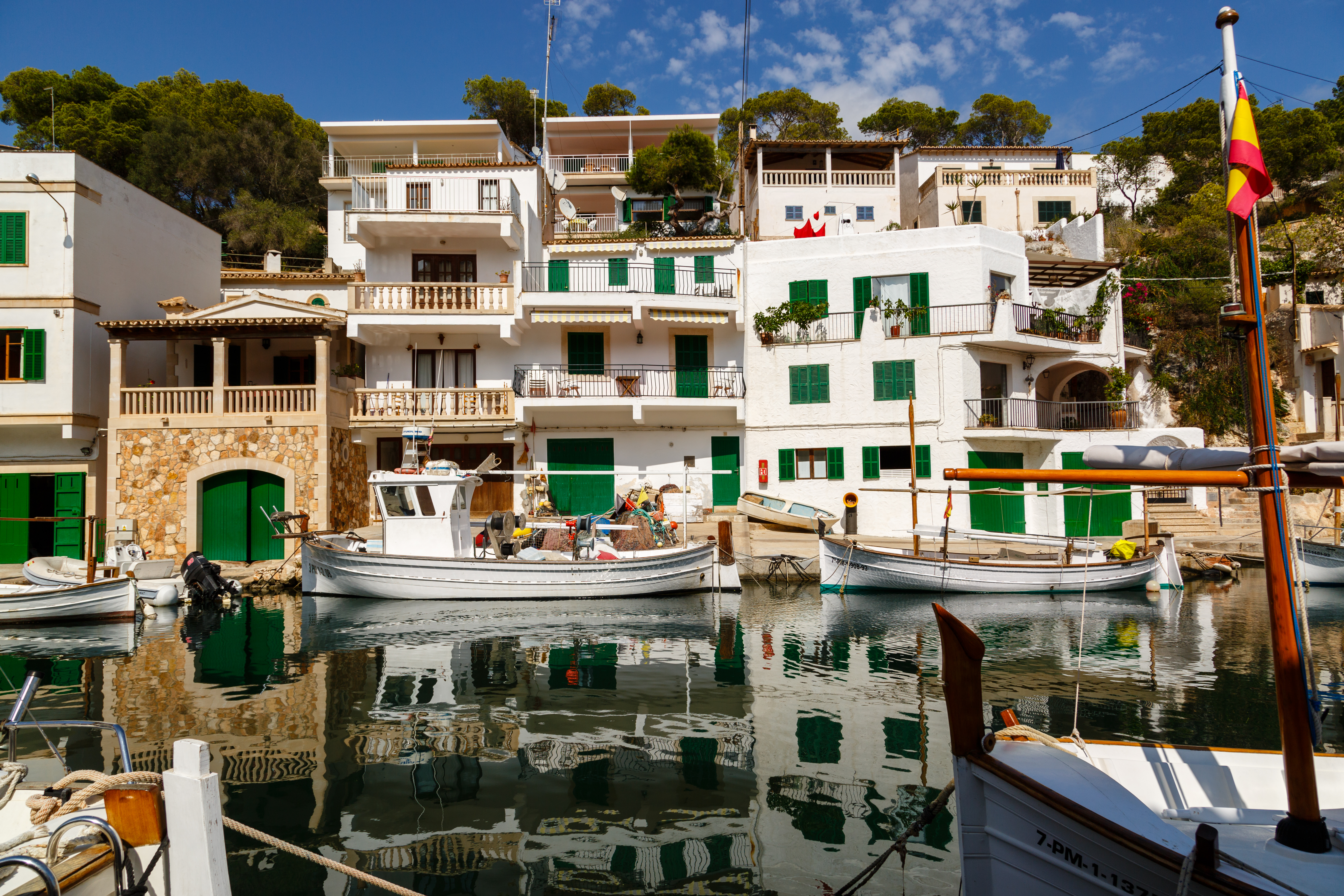
Hübsche Ferienwohnungen am Hafen
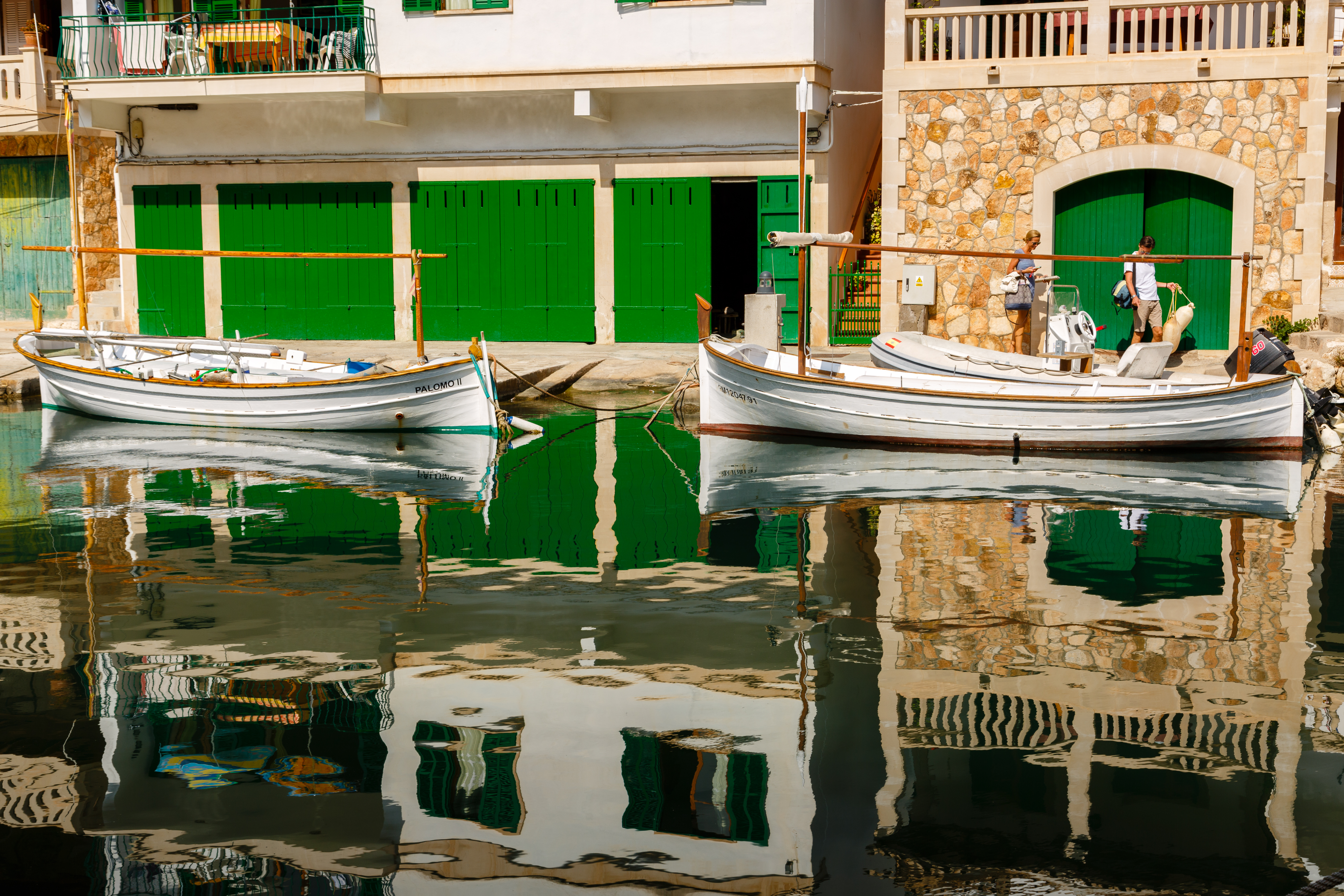
Malerische Spiegelung im Hafen
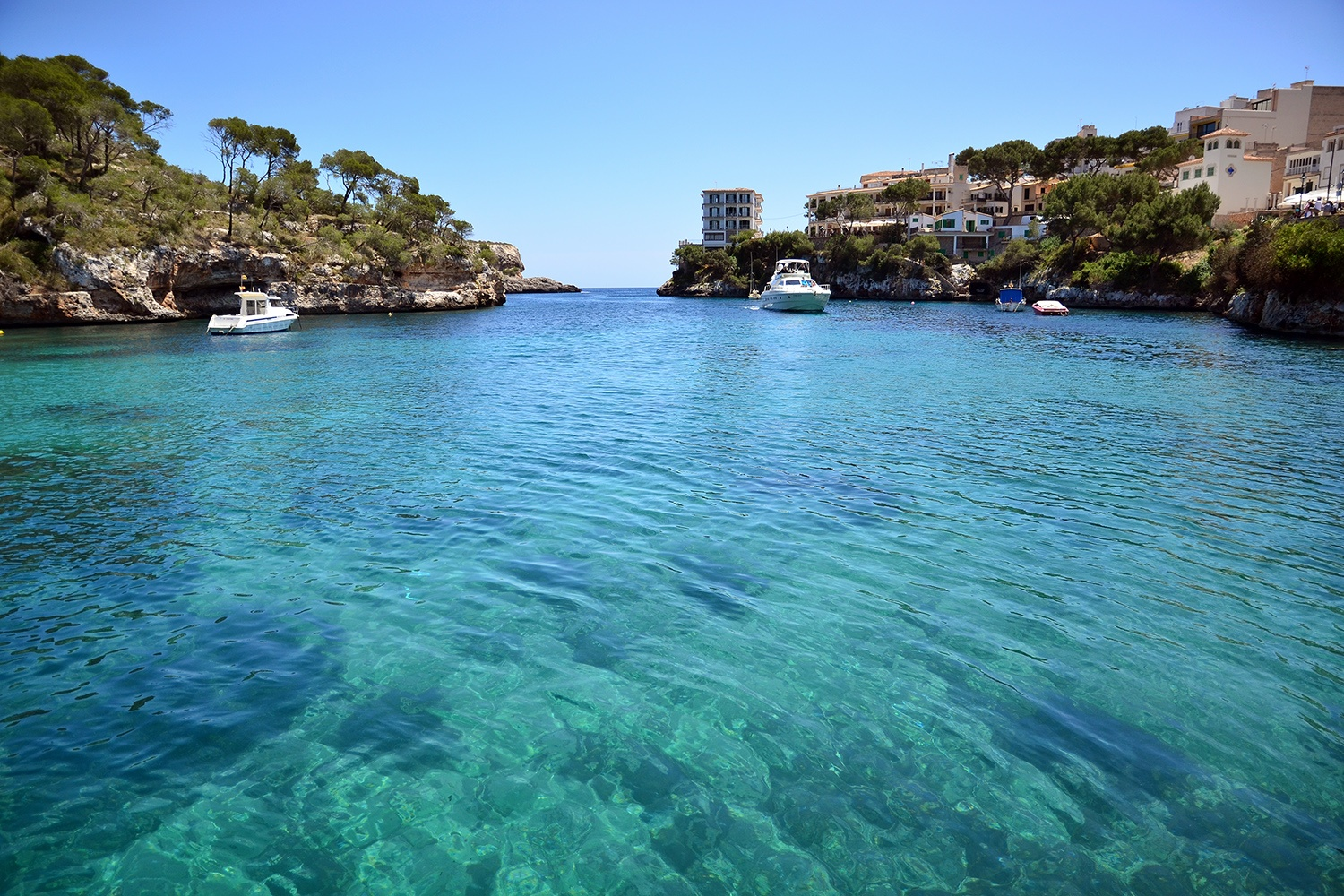
Hafeneinfahrt
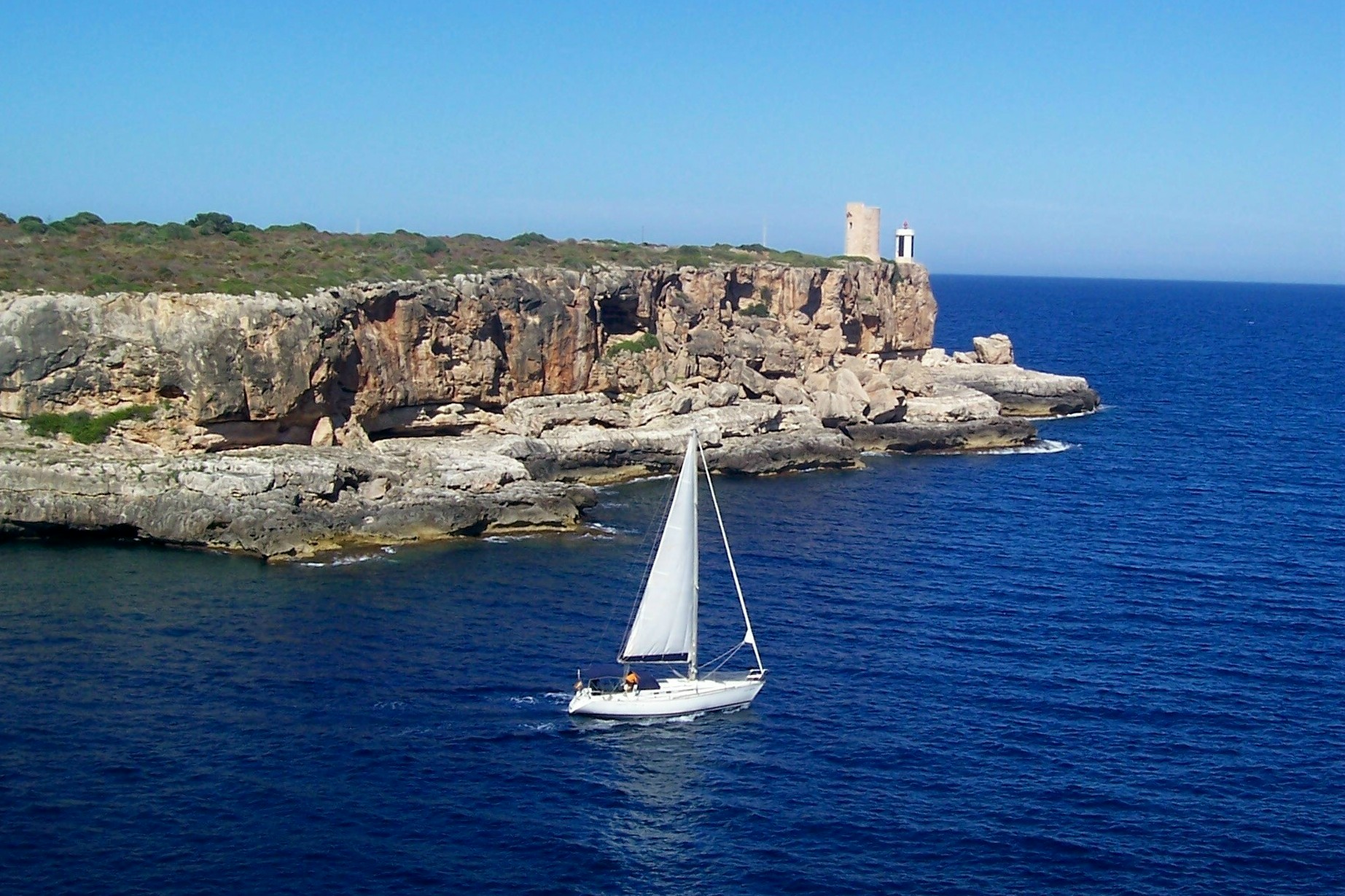
Buchteingang
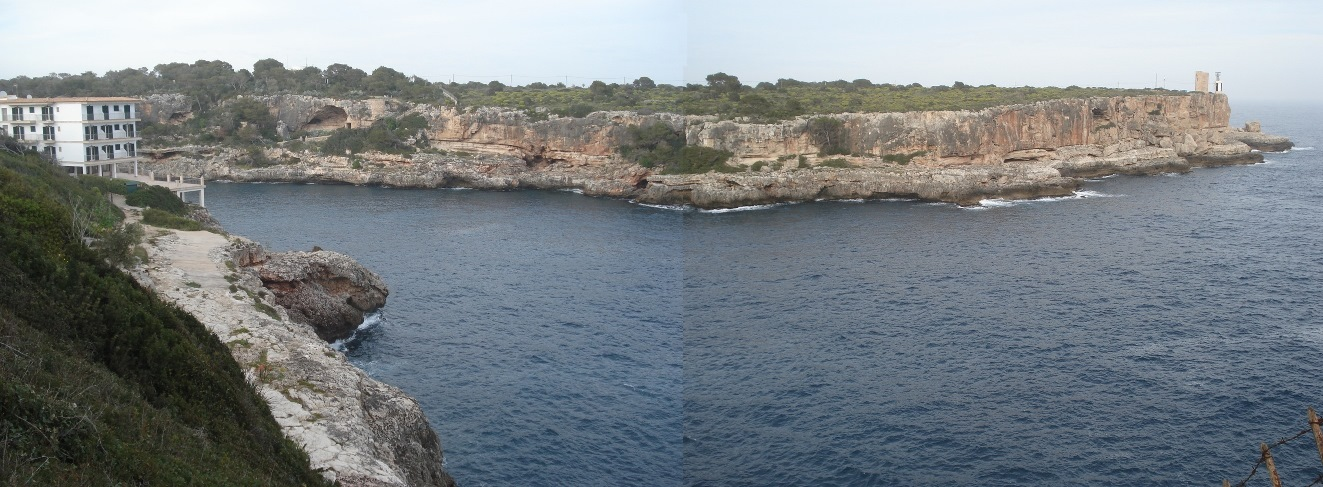
Blick in die Bucht
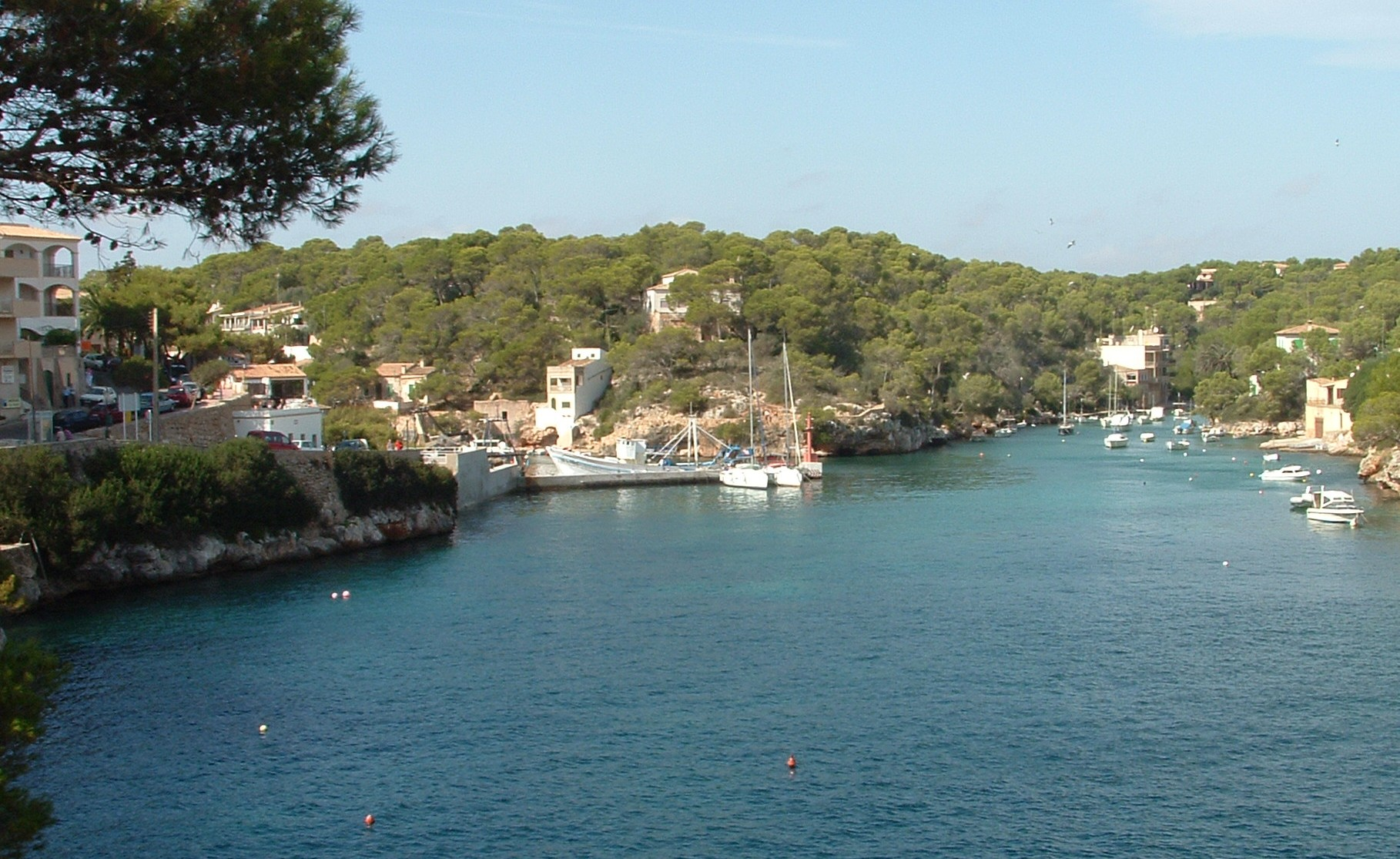
Hafeneinfahrt
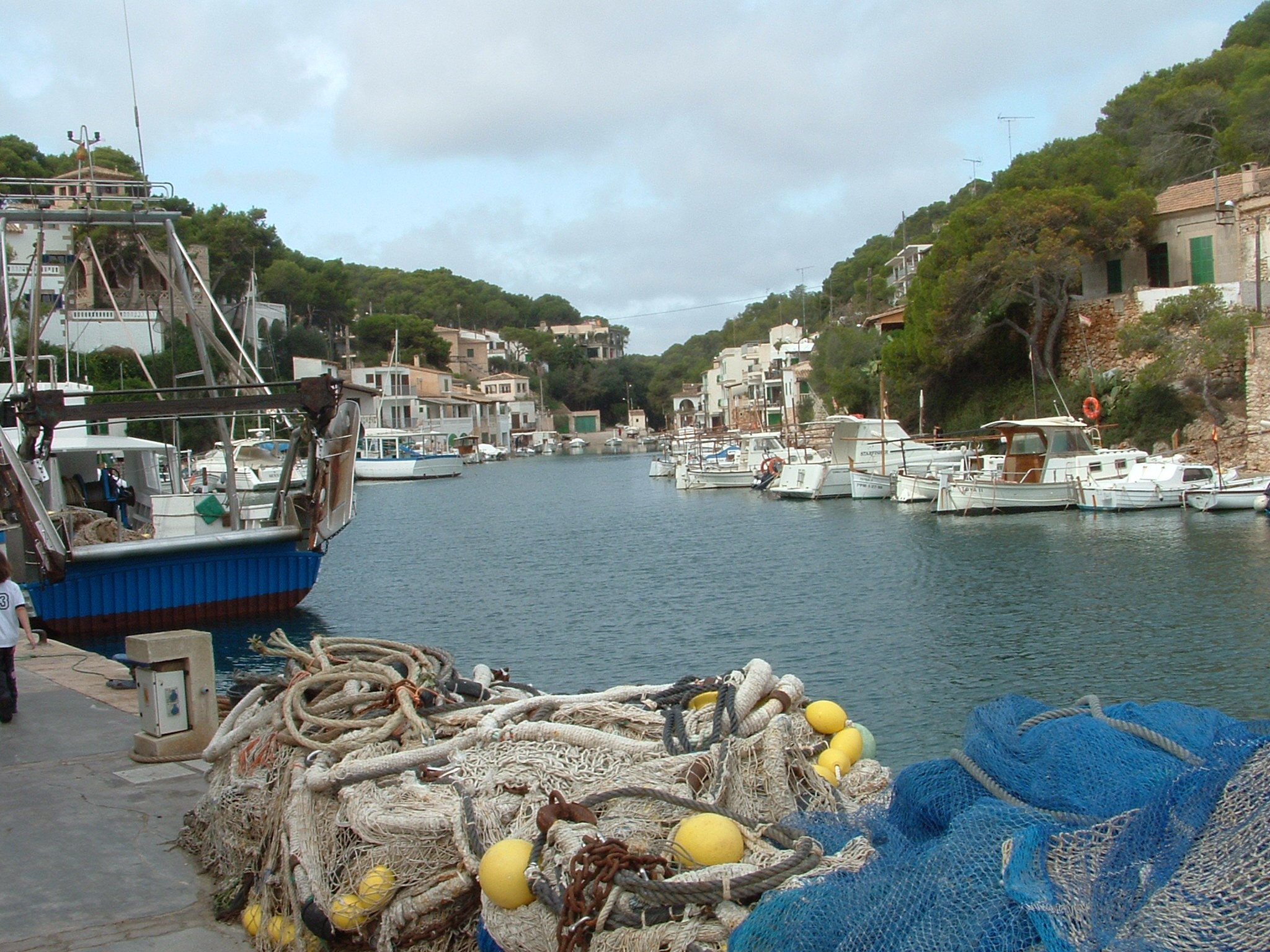
Hafen von Cala Figuera
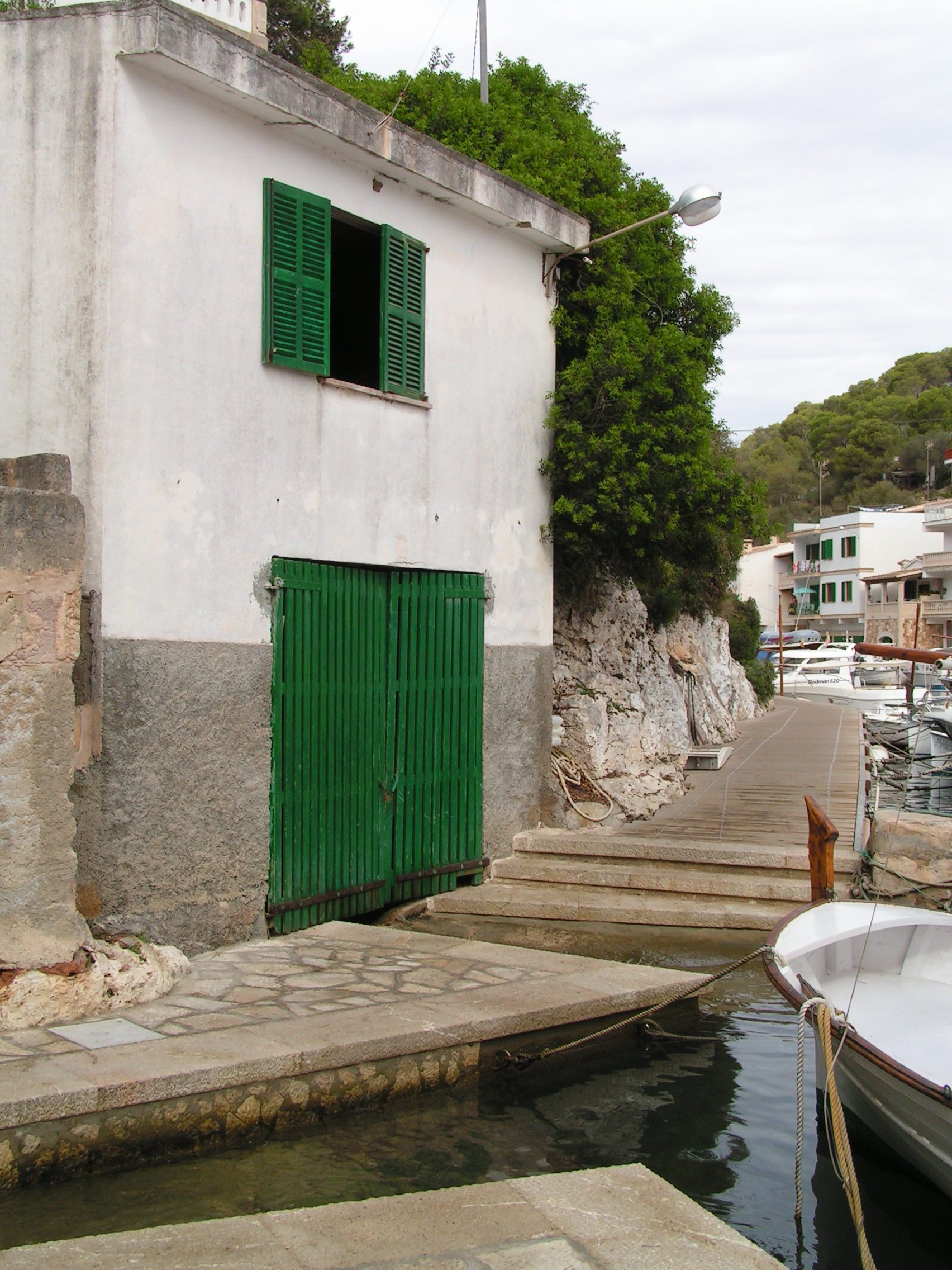
Bootshaus im Ort
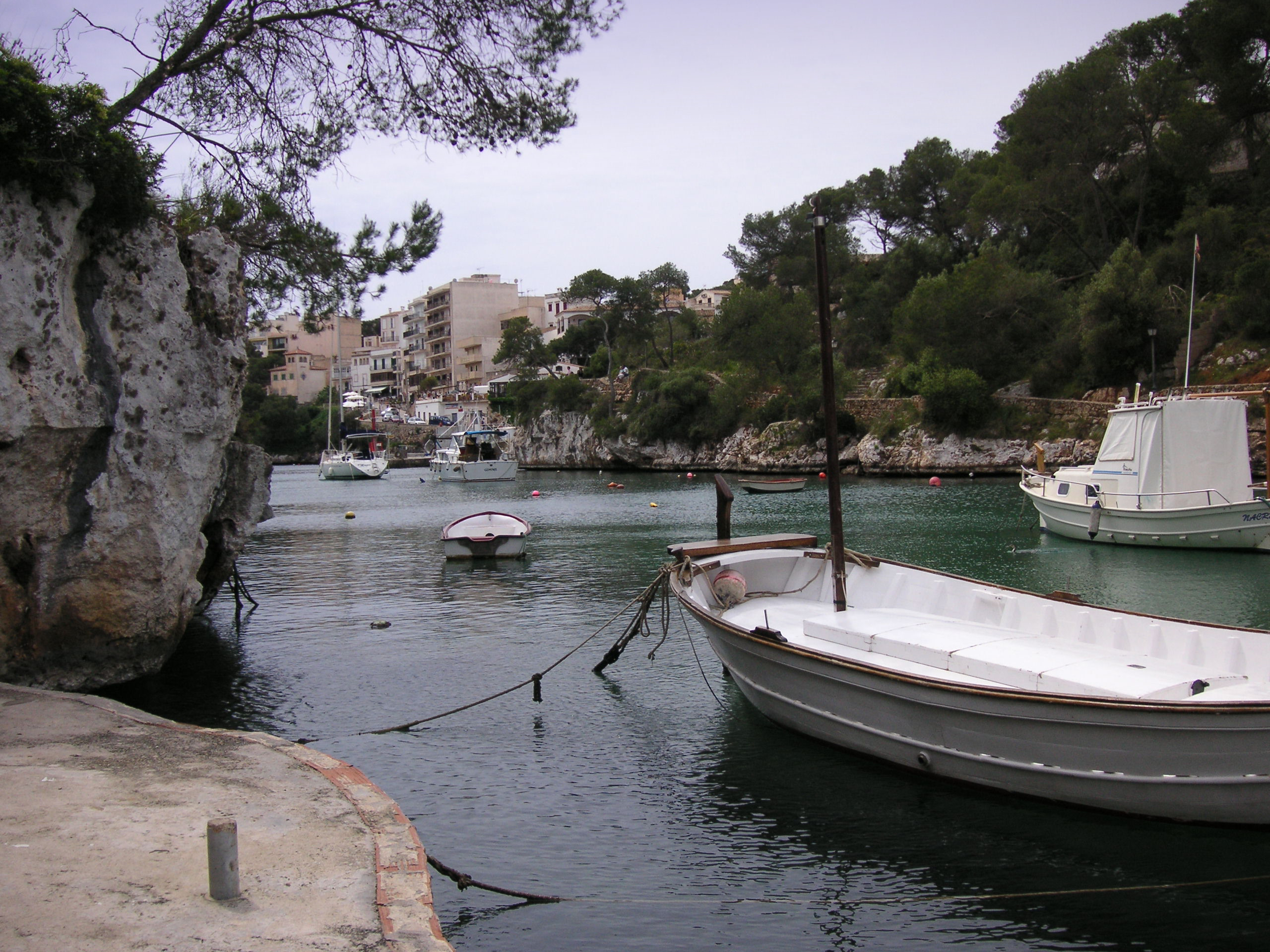
Hafen von Cala Figuera

## Nahegelegene Strände
- Cala Santanyí
- Cala Llombards
- Caló des Moro
- Cala s’Almunia
- Ses Fonts de n’Alís
- S’Amarador

Siehe auch: Strände und Buchten auf Mallorca